# Orlando Méndez-Valdez
Orlando Homer Méndez-Valdez (San Antonio, Texas, 29 de abril de 1986) es un exjugador de baloncesto con doble nacionalidad, mexicana y estadounidense. Con 1,83 metros de estatura, jugaba en la posición de base. Desde 2023 es asistente al manager general de los Capitanes de la Ciudad de México.

## Trayectoria deportiva

### Universidad
Jugó cuatro temporadas con los Hilltoppers de la Universidad de Kentucky Occidental, en las que promedió 8,4 puntos, 2,0 rebotes y 2,8 tapones por partido. En su última temporada fue incluido en el mejor quinteto de la Sun Belt Conference, y además elegido Jugador del Año de la conferencia.

### Profesional
Tras no ser elegido en el Draft de la NBA de 2009, marchó a México para jugar profesionalmente con los Halcones de Xalapa, donde en su primera temporada promedió 13,0 puntos y 3,3 asistencias por partido, quedándose en 10,3 y 2,7 al año siguiente.
En la temporada 2011-2012 promedió 10,0 puntos y 2,7 asistencias, fichando al final de la misma por el Pioneros de Quintana Roo para disputar tres partidos de la Liga de las Américas 2012, en los que promedió 9,3 puntos y 3,0 rebotes. Regresó posteriormente a los Halcones de Xalapa, donde jugó dos temporadas más, disputando además en 2014 un único partido con los Gansos Salvajes de la UIC.
En 2015 fichó nuevamente con los Pioneros de Quintana Roo, con los que disputó una temporada, en la que promedió 12,8 puntos y 3,9 asistencias por partido. En septiembre de 2016, ya con 30 años, dejó por primera vez su país para jugar profesionalmente en Europa, fichando por el Maccabi Haifa B.C. de la liga israelí.
Para la temporada 2002-23 jugará con los Capitanes de Ciudad de México de la NBA G-League.

### Selección nacional
Es miembro de la Selección de baloncesto de México desde el año 2009, y desde entonces ha representado a su país en diferentes competiciones, logrando la medalla de oro en el Campeonato FIBA Américas de 2013 celebrado en Venezuela, y la plata en los Juegos Panamericanos de 2011 que se celebraron en su país, y en el Centrobasket 2016 de Panamá. 
Participó además en Mundial 2014 celebrado en España, donde promedió 5,0 puntos y 1,8 asistencias por partido, acabando en el puesto 14 de 24 selecciones.
[actualizar]
Durante agosto y septiembre de 2023 fue integrante de la selección de México que participó en el Mundial de 2023 celebrado en Asia, y que finalizó en vigesimoquinto lugar.